# Rion-des-Landes
Rion-des-Landes är en kommun i departementet Landes i regionen Nouvelle-Aquitaine i sydvästra Frankrike. Kommunen ligger i kantonen Tartas-Ouest som tillhör arrondissementet Dax. År 2022 hade Rion-des-Landes 3 115 invånare.

## Befolkningsutveckling
Antalet invånare i kommunen Rion-des-Landes
Referens:INSEE